# ジェニーハイ
ジェニーハイ (genie high) は、日本の5人組バンドである。所属レーベルはワーナーミュージック・ジャパン傘下のunBORDE。

## 概要
BSスカパー!で放送されているバラエティ番組『BAZOOKA!!!』の知名度を上げるため、2017年7月31日の放送でBAZOOKA!!!バンドプロジェクトが始動。テレビ朝日系『ミュージックステーション』や音楽フェスなどへの出演を目標に、番組レギュラーである小籔千豊、くっきー!、中嶋イッキュウの3人に、プロデューサーとして小籔が希望した川谷絵音、また過去に同番組に出演したことのある現代音楽家の新垣隆を加えた5人で結成された。
その後10月16日にバンド名をジェニーハイとすることが発表され、2018年3月16日にデビュー曲「片目で異常に恋してる」が配信リリースされた。
バンド名は「このバンドにはそれぞれ違う形の天才が集まっている」と考えた川谷からフランス語で天才を意味する「ジェニー」が挙げられたが、小籔が「それは恐れ多い」と感じたため「天才を超えよう」という意味でジェニーハイとなった。

## メンバー
川谷絵音（かわたに えのん、1988年12月3日（36歳）- ）
ギター、プロデュース、コーラス担当。
indigo la End、ゲスの極み乙女。、ichikoro及びボカロPユニット・学生気分のメンバーとしても活動している他、DADARAYの楽曲制作も担当している。
プロジェクト始動にあたっての話し合いの中で音楽プロデューサーの希望として小籔が名前を挙げ、番組スタッフがオファーしたところ快諾。その後ギター担当としても加入することになった。
メンバーからはプロデューサーの頭文字である「P」と呼ばれることが多い。

小籔千豊（こやぶ かずとよ、1973年9月11日（51歳）- ）
ドラムス担当。
吉本新喜劇元座長。『BAZOOKA!!!』レギュラー。
以前より音楽フェスティバル・コヤブソニックの主催や音楽ユニット・ビッグポルノのメンバーとして音楽活動を行っており、現在は吉本新喜劇ィズのメンバーとしても活動している。
ゲスの極み乙女。の楽曲「私以外私じゃないの」をコピーしたことがあり、結成にあたり川谷にドラムの技量を見せる際には同楽曲を演奏した。
頻繁にスタジオに足を運んではドラムの練習をしており、川谷からは「僕が知っているどのバンドマンよりもスタジオに入ってる。バンドマンの鑑」と賞賛されている。

くっきー!（1976年3月12日（49歳）- ）
ベース担当。
お笑いコンビ・野性爆弾のメンバー。『BAZOOKA!!!』レギュラー。
以前からロックバンド・盆地で一位やテクノユニット・想ひ出よ、今日は。などのメンバーとして音楽活動を行っており、現在はTHE SESELAGEESのメンバーとしても活動している。
本バンドではベース担当だが、盆地で一位やTHE SESELAGEESではギターを担当しておりほとんどの楽曲の作詞作曲も手掛けている。
デビュー曲「片目で異常に恋してる」ではジャケットのイラストも担当した。

中嶋イッキュウ（なかじま イッキュウ、1989年5月29日（36歳）- ）
ボーカル、ギター担当。女性。
ロックバンド・tricotのメンバーとしても活動している。『BAZOOKA!!!』レギュラー。

新垣隆（にいがき たかし、1970年9月1日（54歳）- ）
キーボード担当。現代音楽作曲家、ピアニスト。
結成にあたり川谷から鍵盤楽器のメンバーが必要だと助言を受けた小籔が、『BAZOOKA!!!』やコヤブソニックに出演したことがあり親交のある新垣を「俺の知り合いで一番えげつないキーボード」として推薦した。小籔やくっきーからは主にガッキーと呼ばれている。

## ディスコグラフィ
順位はオリコン・ウィークリーランキング最高順位。

### 配信シングル
| #    | 発売日         | タイトル                      | 規格品番      |
| ---- | -------------- | ----------------------------- | ------------- |
| 1st  | 2018年3月16日  | 片目で異常に恋してる          | WPDH-10479    |
| 2nd  | 2019年5月8日   | ジェニーハイラプソディー      | 190295425418  |
| 3rd  | 2019年8月23日  | シャミナミ                    | 190295365813  |
| 4th  | 2020年5月16日  | ジェニーハイウォッシュ        | 190295210816  |
| 5th  | 2020年11月13日 | コクーンさん                  | 190295083533  |
| 6th  | 2021年6月11日  | 華奢なリップ feat. ちゃんみな | 190296645761  |
| 7th  | 2022年5月19日  | エクレール                    | 5054197160097 |
| 8th  | 2022年11月11日 | PEAKY                         |               |
| 9th  | 2022年11月30日 | 超最悪                        |               |
| 10th | 2023年3月21日  | モンスター feat.yama          |               |
| 11th | 2024年9月4日   | ノーメイクスター feat.詩羽    |               |

## タイアップ
| 年     | 曲名                                         | タイアップ                                                                       |
| ------ | -------------------------------------------- | -------------------------------------------------------------------------------- |
| 2018年 | 片目で異常に恋してる                         | MBS・TBS系『プレバト!!』4 - 5月期エンディングテーマ                              |
| 2019年 | シャミナミ                                   | カンテレ・フジテレビ系『華丸大吉&千鳥のテッパンいただきます!』エンディングテーマ |
| 2020年 | 不便な可愛げ feat. アイナ・ジ・エンド (BiSH) | カンテレ・フジテレビ系『華丸大吉&千鳥のテッパンいただきます!』エンディングテーマ |
| 2021年 | 華奢なリップ feat. ちゃんみな                | AbemaTV『ABEMA Prime』9月度エンディングテーマ                                    |
| 2021年 | 東京は雨                                     | Paraviドラマ『東京・愛だの、恋だの』第3話テーマソング                            |
| 2022年 | エクレール                                   | 東映系映画『ハケンアニメ!』主題歌                                                |
| 2022年 | 超最悪                                       | テレビ東京系ドラマ『完全に詰んだイチ子はもうカリスマになるしかないの』主題歌     |
| 2022年 | PEAKY                                        | サントリー『ジムビーム』コラボソング                                             |
| 2023年 | トラップガール                               | FODオリジナルドラマ『トラックガール』主題歌                                      |

## ミュージックビデオ
| 監督            | 曲名                                       |
| --------------- | ------------------------------------------ |
| 川村ケンスケ    | 「片目で異常に恋してる」                   |
| 不明            | 「ジェニーハイのテーマ」                   |
| 酒井麻衣        | 「ジェニーハイラプソディー」「シャミナミ」 |
| 加藤マニ        | 「グータラ節」                             |
| 阿部圭佑        | 「ジェニーハイウォッシュ」                 |
| 大久保拓朗      | 「華奢なリップ feat. ちゃんみな」          |
| 大久保拓朗      | 「夏嵐」                                   |
| 大久保拓朗      | 「エクレール」                             |
| 内山大輔 (ZYLA) | 「ジェニースター」                         |
| 林希            | 「卓球モンキー」                           |

## 出演

### テレビ番組
- BAZOOKA!!!（BSスカパー!、2017年7月31日 - 2019年8月26日）- 不定期出演
- Love music（フジテレビ、2018年3月18日[注 2]・2021年9月6日[5]）
- ミュージックステーション（テレビ朝日、2019年11月22日・2020年5月15日・2021年6月11日）
- STAY HOME, STAY STRONG 〜音楽で日本を元気に〜（フジテレビ、2020年5月6日）

### 音楽特番
- FNS歌謡祭（フジテレビ）
  - 2018FNS歌謡祭 第2夜（2018年12月12日）[6]
  - 2019FNS歌謡祭 第2夜（2019年12月11日）[7]
  - 2021FNS歌謡祭 第2夜（2021年12月8日）[8]

### ラジオ番組
- ジェニーハイのオールナイトニッポン0(ZERO)（ニッポン放送、2019年12月15日）
- アーティスト・プロデュース・スーパー・エディション（JFNC、2023年6月）

### 雑誌
- NYLON JAPAN 2019年5月号（2019年3月28日、カエルム）- NYLON guysの表紙を担当

## ライブ

### ワンマンライブ・主催イベント
| 年     | タイトル                                                     | 日程・会場 | 備考                                                                                       |
| ------ | ------------------------------------------------------------ | --- | ------------------------------------------------------------------------------------------ |
| 2019年 | 1st Full Album『ジェニーハイストーリー』発売記念フリーライブ | 11月27日 東京・六本木ヒルズアリーナ | 初のワンマンライブ                                                                         |
| 2020年 | ジェニーハイ ONEMAN TOUR 2020『みんなのジェニー』            | 2月4日 大阪・Zepp Namba 2月5日 名古屋・Zepp Nagoya 2月18日 東京・Zepp DiverCity | 初のワンマンツアー                                                                         |
| 2020年 | ジェニーハイ 無観客ワンマンライブ『ベイビージェニー』        | 10月27日 東京・Zepp Tokyo | 無観客配信ライブ                                                                           |
| 2021年 | ジェニーハイ アリーナ単独公演『アリーナジェニー』            | 2月7日 東京・国立代々木競技場第一体育館 9月25日 横浜・ぴあアリーナMM | 初のアリーナ単独公演 MUSIC ON! TVにて独占生中継 ※新型コロナウイルス感染拡大により9月に延期 |
| 2022年 | ジェニーハイ 全国ワンマンツアー『ジェニーちゃん誕生』        | 3月4日 北海道・Zepp Sapporo（ゲスト：ゆりやんレトリィバァ） 3月12日 福岡・Zepp Fukuoka（ゲスト：笑い飯） 3月13日 大阪・Zepp Osaka Bayside（ゲスト：ミルクボーイ） 3月19日 愛知・Zepp Nagoya（ゲスト：レイザーラモン） 3月21日 東京・Zepp Haneda（ゲスト：ニューヨーク） | 初の全国ワンマンツアー                                                                     |
| 2023年 | ジェニーハイTOUR 2023「クラシックファイブ」                  | 7月14日 埼玉・戸田市文化会館 7月23日 千葉・市川市文化会館 7月29日 大阪・グランキューブ大阪（ゲスト：お見送り芸人しんいち） 8月25日 宮城・東京エレクトロンホール宮城（ゲスト：indigo la End） 8月29日 愛知・日本特殊陶業市民会館フォレストホール（ゲスト：ゲスの極み乙女） 9月2日 石川・本多の森ホール（ゲスト：indigo la End） 9月8日 広島・上野学園ホール（ゲスト：indigo la End） 9月10日 福岡・福岡市民会館（ゲスト：ネルソンズ ） 9月20日 北海道・カナモトホール（ゲスト：indigo la End） 9月26日 東京・東京国際フォーラムホールA（ゲスト：蛙亭） | 自身最大規模となる全国ワンマンツアー                                                       |

### 出演イベント
| 年     | タイトル                                                         | 日程・会場                                                | 備考                                                    |
| ------ | ---------------------------------------------------------------- | --------------------------------------------------------- | ------------------------------------------------------- |
| 2018年 | BAZOOKA!!! #226「天才!! 川谷絵音という男」公開収録               | 3月16日 東京・豊洲PIT                                     | 4月9日放送                                              |
| 2018年 | JOIN ALIVE 2018                                                  | 7月14日 北海道・いわみざわ公園                            | ゲスの極み乙女。も出演                                  |
| 2018年 | WILD BUNCH FEST. 2018                                            | 7月29日 山口・山口きらら博記念公園                        | 台風のため中止                                          |
| 2018年 | KOYABU SONIC 2018                                                | 9月17日 大阪・インテックス大阪                            | 吉本新喜劇ィズ、tricot、ゲスの極み乙女。も出演          |
| 2018年 | unBORDE LUCKY 7TH TOUR                                           | 11月3日 福岡・DRUM LOGOS 11月4日 大阪・Zepp Osaka Bayside | DADARAYも出演                                           |
| 2018年 | MUSIC JUNCTION 2018                                              | 12月25日 福岡・福岡国際センター                           | ゲスの極み乙女。も出演                                  |
| 2019年 | LIVE SDD 2019                                                    | 2月23日 大阪・大阪城ホール                                |                                                         |
| 2019年 | METROCK 2019                                                     | 5月25日 東京・新木場若洲公園                              | AbemaTVにて生中継                                       |
| 2019年 | WILD BUNCH FEST. 2019                                            | 8月24日 山口・山口きらら博記念公園                        | ゲスの極み乙女。も出演                                  |
| 2019年 | KOYABU SONIC 2019                                                | 9月14日 大阪・インテックス大阪                            | 吉本新喜劇ィズ、tricot、DADARAY、ゲスの極み乙女。も出演 |
| 2020年 | ROCK IN JAPAN FESTIVAL 2020                                      | 8月8~10日 茨城・国営ひたち海浜公園                        | 新型コロナウイルス感染拡大により中止                    |
| 2020年 | COUNTDOWN JAPAN 20/21                                            | 12月29日 千葉・幕張メッセ                                 | 新型コロナウイルス感染拡大により中止                    |
| 2022年 | METROCK 2022                                                     | 5月14日 大阪・海とのふれあい広場                          |                                                         |
| 2022年 | ROCK IN JAPAN 2022                                               | 8月13日 千葉・千葉市蘇我スポーツ公園                      | 川谷絵音が新型コロナ感染症陽性のため、4人での出演       |
| 2022年 | オーサカジャーニー                                               | 10月23日 大阪・Zepp Namba                                 | きゃりーぱみゅぱみゅとの対バンイベント                  |
| 2022年 | COUNTDOWN JAPAN 22/23                                            | 12月31日 千葉・幕張メッセ                                 | indigo la End、ゲスの極み乙女も出演                     |
| 2023   | VIVA LA ROCK 2023                                                | 5月6日 埼玉・さいたまスーパーアリーナ                     | indigo la Endも出演                                     |
| 2023   | METROCK 2023                                                     | 5月14日 大阪・海とのふれあい広場                          | indigo la End、礼賛も出演                               |
| 2023   | tricot presents 爆祭Vol.15～イッキュウ爆誕祭～Vol.19でやれよな～ | 5月27日 大阪・GORILLA HALL OSAKA                          | tricotとの対バンイベント                                |